# Kenya International 1985
Die Kenya International 1985 im Badminton fanden im Dezember 1985 in Nairobi statt.

## Finalresultate
| Disziplin    | Sieger                      | Finalist                   | Ergebnis          |
| ------------ | --------------------------- | -------------------------- | ----------------- |
| Herreneinzel | Peter Natu                  | Nishil Shah                | 15–5, 15–9        |
| Dameneinzel  | Salma Ali                   | Naila Valani               | 0–11, 12–11, 11–2 |
| Herrendoppel | Vijai Maini Amjid Rasul     | Nitin A. Shah John Mwangi  | 15–7, 15–11       |
| Damendoppel  | Janetta Keenan Naila Valani | Christine Joshi Fatma Juma | 15–12, 15–3       |
| Mixed        | Amjid Rasul Salma Ali       | Vijai Maini Naila Valani   | 2:1               |